# غازي بن محمد
غازي بن محمد (15 أكتوبر 1966)، أمير أردني من العائلة الهاشمية وابن عم الملك عبد الله الثاني، والإبن الثاني للأمير محمد شقيق ملك الأردن الراحل الحسين بن طلال. وهو في الترتيب السابع عشر في خط الخلافة على العرش الأردني.

## حياته
تلقى تعليمه الإبتدائي في مدارس الكلية العلمية الإسلامية بعمان، ثم انتقل إلى بريطانيا ليكمل تحصيله العلمي في مدرسة هارو، ثم التحق بجامعة برنستون بالولايات المتحدة الأميركية ونال الشهادة الجامعية بتقدير ممتاز، وفي عام 1992 حصل على شهادة الدكتوراه من جامعة كامبردج في الفلسفة والآداب بتقدير ممتاز.
وبعد مرور أربعة عشر عاماً على حصوله على درجة الدكتوراه الأولى، وعندما كان أستاذاً للفلسفة الإسلامیة في الجامعة الأردنية في قسم الدراسات العلیا، قرر الأمیر غازي متابعة التعلیم لنیل شھادة دكتوراه ثانیة في الفلسفة الإسلامیة باللغة العربیة وموضوعها (الحب في القرآن الكریم)، وحصل على قبول من جامعة الأزھر في القاھرة، وكان الشیخ أحمد الطیب - رئیس جامعة الأزھر ھو المشرف على رسالة الدكتوراه في ذلك الوقت.
شغل منصب كبير مستشاري الملك للشؤون الدينية والثقافية، والمبعوث الشخصي للملك عبد الله الثاني، كما عمل مستشاراً للملك عبد الله لشؤون العشائر، ومساعد في الديوان الملكيّ الهاشمي وكان أيضا مستشاراً للملك الحسين لشؤون العشائر. مثّل الأمير غازي الملك عبد الله الثاني مرات عديدة في أثناء سفر الملك. وهو يحمل وسام النهضة من الدرجة الأولى.
عمل أستاذاً وباحثاً في عدد من الجامعات الأردنية، وكان عضواً في مجلس التربية والتعليم (1994-2003)، وهو رئيس مجلس أمناء مؤسسة آل البيت الملكية للفكر الإسلامي وأيضا الرئيس المؤسس لمجلس أمناء جامعة البلقاء التطبيقية .

## النشاطات والمبادرات
للأمير غازي بن محمد العديد من المبادرات والنشاطات على المستوى المحلي والعالمي فھو صاحب مبادرة رسالة عمّان، ومبادرة التسامح بین الأدیان، ومبادرة الحب، ومبادرة كلمة سواء وقائد مسیرة مؤسسة آل البیت للفكر الإسلامي وكلیة العمارة والفنون الإسلامیة التي أعادت ترميم منبر صلاح الدین، وجامعة العلوم الإسلامیة العالمیة، ومتحف الرسول محمد، وموقع التفسیر وصاحب الخطوط الإسلامیة وصاحب أسبوع الوئام العالمي بین الأدیان.

## زيارة المسجد الاقصى
في 28 فبراير 2012 خلال اجتماع لجامعة الدول العربية في الدوحة، وجه رئيس السلطة الفلسطينية محمود عباس نداءً للمسلمين لزيارة المسجد الأقصى. وفي 18 أبريل 2012 ، زار الأمير غازي برفقة مفتي مصر الشيخ علي جمعة المسجد الأقصى للصلاة فيه ودعم الجالية المسلمة المحاصرة في القدس. نُظر إلى الزيارة على أنها مثيرة للجدل في مصر، لكنها أحدثت تغييرًا في الرأي العام في العالم الإسلامي مستمرًا حتى يومنا هذا.
كما زار الأمير والمفتي العام خلال زيارته للقدس كنيسة القيامة. وقد حظيت هذه الزيارة بتقدير كبير من قبل المجتمع المسيحي في القدس.

## حياته الخاصة
الأمير غازي بن محمد هو أحد أفراد العائلة الهاشمية الحاكمة في الأردن، والده هو الأمير محمد بن طلال، ووالدته هي السيدة فريال أرشيد.
في 4 مايو 1997 تزوج من أريج عمر الزواوي، والتي لقبت بعد الزواج بأريج غازي وهي من أصول عُمانية وأنجبا:
- الأميرة تسنيم (27 أغسطس 1999).
- الأمير عبد الله (6 نوفمبر 2001).
- الأميرة جنه (20 سبتمبر 2003).
- الأميرة سلسبيل (1 أوكتوبر 2014).

إلا أن هذا الزواج لم يستمر، فانفصلا عام 2020.
في 3 أيلول عام 2022 أعلن الديوان الملكي الأردني عن عقد قران الأمير غازي على الأميرة ميريام أونغريا إي لوبيز أرملة كاردام أمير ترنوفو [الإنجليزية] الإبن البكر لسيميون الثاني ملك بلغاريا السابق، وهي عالمة أحجار كريمة ومصممة مجوهرات إسبانية.